# Vladimir Kovačević (Fußballspieler, 1940)
Vladimir „Vladica“ Kovačević (serbisch-kyrillisch Владимир Ковачевић, * 7. Januar 1940 in Ivanjica; † 28. Juli 2016 in Belgrad) war ein jugoslawischer Fußballspieler und -trainer.

## Spielerkarriere

### Vereine
Kovačević begann 15-jährig in der Jugendmannschaft von Partizan Belgrad mit dem Fußballspielen und erhielt als 17-Jähriger den letzten Schliff von Trainer Florijan Matekalo (ehemaliger Spieler und erster Torschütze des Vereins in einem Testspiel gegen eine Auswahl des Belgrader Stadtbezirks Zemun zwei Tage nach der Vereinsgründung), bevor er zur Saison 1958/59 in die Erste Mannschaft aufrückte. Für diese stürmte er bis Saisonende 1965/66 durchgängig in der 1. Jugoslawischen Liga. In seiner Premierensaison im Seniorenbereich wurde Kovačević viermal im Ligaspielbetrieb eingesetzt, in der Folgesaison bestritt er bereits 18 Punktspiele, in denen er auch seine ersten sieben Tore erzielte. Während seiner ersten Zugehörigkeit gewann er mit der Mannschaft innerhalb von fünf Jahren viermal die Meisterschaft, davon dreimal in Folge. Auf europäischer Vereinsebene kam er im 1955 wiederbelebten Wettbewerb um den Mitropapokal in den Jahren 1959 (einmal) und 1960 (zweimal) zum Einsatz.
Im Wettbewerb um den Europapokal der Landesmeister bestritt Kovačević bei vier Teilnahmen (1961/62, 1962/63, 1963/64 und 1965/66) insgesamt 22 Spiele, in den er elf Tore erzielte. Bei seiner letzten Teilnahme erreichte er nach zuvor sechs Spielen und drei Toren das Finale, das am 11. Mai im Brüsseler Heysel-Stadion mit 1:2 gegen Real Madrid verloren wurde. Bei seiner Teilnahme zuvor, krönte er sich mit sieben Toren (gemeinsam mit Sandro Mazzola und Ferenc Puskás) zum besten Torschützen des Wettbewerbs.
Im Jahr 1966 begab sich Kovačević ins Ausland und kam in der Saison 1966/67 für den amtierenden französischen Meister FC Nantes in 29 von 38 Saisonspielen der Division 1 zum Einsatz, in denen er acht Tore erzielte, sowie viermal im Landesmeister-Wettbewerb. Nach Jugoslawien zurückgekehrt, um seinen obligatorischen Dienst in der Jugoslawischen Volksarmee nachzukommen, spielte er erneut – von Juli 1967 bis November 1969 – für Partizan Belgrad; auch 1967/68 (einmal) und 1969/70 (zweimal) im Wettbewerb um den Messestädte-Pokal. Erneut in Frankreich, spielte Kovačević für den Erstliganeuling SCO Angers von 1969 bis 1972 und beendete dort seine Spielerkarriere.

### Auswahl-/Nationalmannschaft
Als Spieler der Belgrader Stadtauswahl kam Kovačević im Wettbewerb um den Messestädte-Pokal 1960/61 in vier Spielen zum Einsatz, in denen er ein Tor erzielte. Dies gelang ihm am 11. September 1960 im Erstrundenhinspiel bei der 2:5-Niederlage gegen die Fußball-Stadtauswahl Leipzig mit dem Treffer zum 1:1 in der 33. Minute. Er bestritt das mit 4:1 gewonnene Rückspiel und das damit notwendig gewordene und mit 2:0 gewonnenen Entscheidungsspiel um den Einzug ins Viertelfinale. Mit der 0:5-Niederlage bei Inter Mailand am 1. März 1961 schied er mit seiner Mannschaft aus dem Wettbewerb aus.
Für die A-Nationalmannschaft bestritt Kovačević in einem Zeitraum von sechs Jahren 13 Länderspiele, in denen er zwei Tore erzielte. Er debütierte als Nationalspieler am 10. April 1960 im letzten Qualifikationsspiel der Gruppe 4 für das olympische Fußballturnier in Rom bei der 1:2-Niederlage gegen die Nationalmannschaft Israels in Belgrad. Er bestritt ferner ein EM- und zwei WM-Qualifikationsspiele, sowie sieben in Freundschaft ausgetragene Länderspiele, von denen das letzte am 9. Mai 1965 im Belgrader Stadion Roter Stern, in dem er beim 1:1 gegen die Nationalmannschaft Englands den 1:0-Führungstreffer in der 15. Minute erzielte, gleichbedeutend mit seinem vorletzten war. Sein letztes bestritt Kovačević am 16. Juni 1965 im Ullevaal-Stadion bei der 0:3-Niederlage gegen die Nationalmannschaft Norwegens im dritten Spiel der WM-Qualifikationsgruppe 3. Misslang auch die Qualifikation, so gehörte er bereits vier Jahre zuvor zum Aufgebot das am 16. Juni 1962 das Spiel um Platz 3 erreichte, jedoch im Estadio Nacional de Chile mit 0:1 gegen die Nationalmannschaft Chiles verlor.

### Erfolge
- Vierter Weltmeisterschaft 1962
- Finalist Europapokal der Landesmeister 1966
- Jugoslawischer Meister 1961, 1962, 1963, 1965
- Jugoslawischer Pokal-Finalist 1960

## Trainerkarriere
Nach dem Ende seiner Spielerkarriere assistierte Kovačević den seinerzeitigen Trainer von Partizan Belgrad, Velibor Vasović, in der Saison 1972/73. In Frankreich war er vom 16. November 1981 bis zum 15. Februar 1982 Trainer von Olympique Lyon.

## Sonstiges
Im Wettbewerb um den Messestädte-Pokal kam Kovačević am 19. Dezember 1962 bei der 0:1-Niederlage im Zweitrundenrückspiel beim FC Barcelona für Roter Stern Belgrad (er gehörte dem Verein kurzfristig im Dezember 1962 an) zum Einsatz.